# Biorégió
A biorégió a faunabirodalmak és flórabirodalmak felosztásának egységesített kisebb egysége a természetföldrajzban.
A négyfokozatú növényföldrajzi területhierarchiában felülről a második szintnek felel meg. Kisebb, mint az első szintet jelentő kontinentális méretű ökozóna, de nagyobb, mint a harmadik szintet jelentő nagyjából közepes országméretű ökorégió. A nagyméretű országok, mint Kína, Mexikó, Mongólia, Brazília általában egy biorégiónak felelnek meg. Az Egyesült Államok és Oroszország több biorégióra oszlik.
A minden igényt kielégítő egységes megoldás a növény- és állatrégiók meghatározására még nem született meg.

## A palearktikus ökozóna biorégiói
- Észak-Afrika
- Makaronézia
- Észak-Európa
- Közép-Európa
- Délnyugat-Európa
- Délkelet-Európa
- Kelet-Európa
- Szibéria
- Orosz Távol-Kelet
- Kaukázus
- Közép-Ázsia
- Nyugat-Ázsia

A palearktikus ökozóna biorégiói

- Kína (India magashegyi vidékével, de az Indokínához tartozó Dél-Kína nélkül)
- Mongólia
- Kelet-Ázsia (Japán, Tajvan, Korea)

## Az afrotropikus ökozóna biorégiói
- Arab-félsziget
- Északkelettrópusi-Afrika
- Nyugattrópusi-Afrika
- Kelettrópusi-Afrika
- Nyugatközéptrópusi-Afrika
- Déltrópusi-Afrika
- Nyugati Indiai-óceán
- Dél-Afrika

Az afrotropikus ökozóna biorégiói

Jelmagyarázat

Az afrotropikus ökozóna eltérése Afrikától a következő. Hiányzik belőle három biorégió: Észak-Afrika, Makaronézia és a Középső Atlanti-óceán. Hozzácsatoltak viszont egyet, az Arab-félszigetet.

## Az indomaláj ökozóna biorégiói

Az indomaláj ökozóna biorégiói

Jelmagyarázat

Az indomaláj ökozóna, vagy állatföldrajzi szempontból indomaláj faunabirodalom biorégiói:
- Indokína (Vietnam, Kambodzsa, Laosz, Thaiföld, Mianmar, Dél-Kína)
- Indiai szubkontinens
- Malézia (Malajzia, Indonézia, Fülöp-szigetek)

## Az ausztrálázsiai ökozóna biorégiói
- Papuázsia

Az ausztrálázsiai ökozóna biorégiói

- Ausztrália (Tasmániát és Új-Zélandot beleértve)

## Az óceániai ökozóna biorégiói
Másik neve a pacifikus ökozóna.
- Északközép-Óceánia (Hawaii-szigetek)
- Északnyugat-Óceánia (Mikronézia)
- Délközép-Óceánia (Polinézia, kivéve Hawaii)
- Délnyugat-Óceánia (Délkelet-Melanézia)

## A nearktikus ökozóna biorégiói
- Szubarktikus Amerika
- Nyugat-Kanada
- Kelet-Kanada

A nearktikus ökozóna biorégiói

- Északnyugati Egyesült Államok (Colorado, Idaho, Montana, Oregon, Washington, Wyoming)
- Északi középső Egyesült Államok (Illinois, Iowa, Kansas, Minnesota, Missouri, Észak-Dakota, Oklahoma, Nebraska, Dél-Dakota, Wisconsin)
- Északkeleti Egyesült Államok (Connecticut, Indiana, Maine, Massachusetts, Michigan, New Hampshire, New Jersey, New York, Ohio, Pennsylvania, Rhode Island, Vermont, Nyugat-Virginia)
- Délnyugati Egyesült Államok (Arizona, Kalifornia, Nevada, Utah)
- Déli középső Egyesült Államok (Új-Mexikó, Texas)
- Délkeleti Egyesült Államok (Alabama, Arkansas, Delaware, Florida, Georgia, Kentucky, Louisiana, Maryland)
- Mexikó (Mexikó országnál kisebb)

## A neotropikus ökozóna biorégiói

A neotropikus ökozóna biorégiói

- Közép-Amerika
- Karib-térség
- Északi Dél-Amerika
- Nyugati Dél-Amerika
- Brazília
- Déli Dél-Amerika